# Centralne Towarzystwo Organizacji i Kółek Rolniczych
Centralne Towarzystwo Organizacji i Kółek Rolniczych (CTOiKR) – organizacja społeczno-zawodowa rolników istniejąca w latach 1929–1939. Miała na celu podnoszenie wiedzy i umiejętności zawodowych rolników. Powstała poprzez scentralizowanie dotychczas rozproszonych organizacji rolniczych i ustanowienie nowych kierunków działalności organizacji.

## Powstanie Towarzystwa
W 1929 r. dokonano zjednoczenia dotychczas rozproszonych i występujących pod różnymi nazwami stowarzyszeń, organizacji, kółek i zrzeszeń rolniczych oraz ustanowiono stowarzyszenie pod nazwą Centralne Towarzystwo Organizacji i Kółek Rolniczych.
Akces do zjednoczenia zgłosiły następujące organizacje;
- Centralny Związek Kółek Rolniczych(inne języki),
- Zjednoczenie Związków Kółek i Organizacji Rolniczych Ziem Wschodnich,
- Centralne Towarzystwo Rolnicze,
- Centralny Związek Osadników Wojskowych,
- Sekcji Kół Młodzieży Wiejskiej Centralnego Związku Kółek Rolniczych
- Centralna Organizacja Kół Gospodyń Wiejskich.

Towarzystwo działało w oparciu o statut, którego członkami byli rolnicy.

## Statutowe cele Towarzystwa
Celem Towarzystwa było popieranie rozwoju rolnictwa, prowadzenie pracy społeczno-gospodarczej dla podniesienia wytwórczości rolniczej, wiążącego się z nią przemysłu, dla rozwoju i szerzenia wiedzy, kultury, postępu rolniczego oraz obrony interesów rolnictwa.

## Zakres działalności Towarzystwa
Dla osiągnięcia statutowych celów Towarzystwo:
- przedstawiało i broniło zgodnych z ogólnymi i gospodarczymi interesami Państwa, interesów rolnictwa wobec władz państwowych i samorządowych oraz innych grup społecznych,
- uzgadniało i koordynowało z właściwymi organami rządowymi i samorządowymi program prac i wykonanie tego programu,
- organizowało życie rolnicze w kółkach, kołach, zrzeszeniach zawodowych, oświatowych i gospodarczych,
- szerzyło wiedzę rolniczą, tak teoretyczną, jak i praktyczną przez zakładanie, prowadzenie współdziałanie przy organizacji instytutów naukowych i szkół rolniczych,
- udzielało stypendiów, ogłaszało drukiem dzieła i broszury, wydawało pisma periodyczne, urządzało wystawy, pogadanki, kursy, konkursy i pokazy, wycieczki i doświadczenia zbiorowe,
- współdziałało w pracach mających na celu podniesienie wytwórczości rolniczej, podejmując takie prace pod nadzorem izb rolniczych z własnej inicjatywy lub na zlecenie izb rolniczych, zakładając gospodarstwa wzorowe, stacje doświadczalne i inne zakłady badawcze.
- organizowało doświadczenia we wszystkich gałęziach produkcji rolniczej, przeprowadzając licencje inwentarza, kwalifikując nasiona, propagując i ułatwiając przeprowadzenie melioracji, pomagając rolnikowi w prawidłowej organizacji gospodarstwa i racjonalnemu prowadzeniu rachunkowości,
- udzielało fachowych rad i wskazówek we wszystkich zagadnieniach związanych z rozwojem produkcji rolniczej,
- powoływało do życia zrzeszenia gospodarcze, mające na celu zaspokojenie potrzeb rolników w zakresie kredytu, w zakresie obrotu towarowego, a więc nabywania maszyn i narzędzi rolniczych, nasion, inwentarza zarodowego, nawozów sztucznych i innych środków produkcji oraz bytu wszelkich wytworzonych wytworów gospodarstwa,
- popierało przetwarzanie surowców rolniczych, opierając organizację tych zrzeszeń opartych na racjonalnie ujętych zasadach spółdzielczych,
- popierało wszelkie usiłowania zmierzające do naprawy ustroju rolnego, pomagając w przeprowadzeniu komasacji, parcelacji i likwidacji serwitutów, przy podziale lub racjonalnym użytkowaniu wspólnot,
- ułatwiało zakładanie i regulacje hipotek,
- współdziałało we wszystkich pracach, mających na celu podniesienie ogólnego poziomu oświaty, kultury, higieny, uspołecznienia i dobrobytu wsi poprzez popieranie racjonalnego budownictwa, zakładanie domów ludowych, organizacji oświatowych, sportowych i innych, zwłaszcza wśród młodzieży, straży ogniowej, przemysłu domowego, organizacji walki z klęskami żywiołowymi, roztaczanie opieki fachowej nad osadnictwem i emigracją,
- udzielało porad prawnych swym członkom.

## Władze Towarzystwa
Władzami Centralnego Towarzystwa Organizacji i Kółek Rolniczych były:
- Walne Zgromadzenie,
- Rada Towarzystwa,
- Zarząd.